# Fritz Eiberle
Fritz Eiberle (Würzburg, 17 settembre 1904 – 22 settembre 1987) è stato un calciatore tedesco, di ruolo centrocampista.